# Newry River
Newry River är ett vattendrag i Storbritannien, på gränsen till Irland.   Det ligger i distriktet Newry, Mourne and Down och riksdelen Nordirland, i den västra delen av landet, 500 km nordväst om huvudstaden London.